# Carlock
Carlock és una població dels Estats Units a l'estat d'Illinois. Segons el cens del 2000 tenia 456 habitants.

## Demografia
Segons el cens del 2000, Carlock tenia 456 habitants, 180 habitatges, i 133 famílies. La densitat de població era de 733,6 habitants/km².
Dels 180 habitatges en un 37,8% hi vivien nens de menys de 18 anys, en un 63,9% hi vivien parelles casades, en un 7,2% dones solteres, i en un 26,1% no eren unitats familiars. En el 22,2% dels habitatges hi vivien persones soles el 6,7% de les quals corresponia a persones de 65 anys o més que vivien soles. El nombre mitjà de persones vivint en cada habitatge era de 2,53 i el nombre mitjà de persones que vivien en cada família era de 2,97.
Per edats la població es repartia de la següent manera: un 27,9% tenia menys de 18 anys, un 7,2% entre 18 i 24, un 35,3% entre 25 i 44, un 17,3% de 45 a 60 i un 12,3% 65 anys o més.
L'edat mediana era de 34 anys. Per cada 100 dones de 18 o més anys hi havia 92,4 homes.
La renda mediana per habitatge era de 50.000 $ i la renda mediana per família de 50.417 $. Els homes tenien una renda mediana de 35.469 $ mentre que les dones 30.078 $. La renda per capita de la població era de 20.227 $. Aproximadament el 5,9% de les famílies i el 5,3% de la població estaven per davall del llindar de pobresa.

## Poblacions més properes
El següent diagrama mostra les poblacions més properes.